# Combiné nordique aux Jeux olympiques de 1960
Pour des articles plus généraux, voir Combiné nordique aux Jeux olympiques et Jeux olympiques d'hiver de 1960.
Navigation
Oslo 1956 Innsbruck 1964
L'épreuve de combiné nordique aux Jeux olympiques de 1960 s'est déroulée du 21 et 22 février 1960 à Squaw Valley aux États-Unis. L’épreuve masculine de combiné nordique figure au programme des épreuves olympiques pour la huitième fois, depuis les premiers Jeux olympiques d’hiver qui ont eu lieu à Chamonix en France en 1924.

## Podium
| Épreuves   | Or                | Argent               | Bronze                |
| ---------- | ----------------- | -------------------- | --------------------- |
| Individuel | Georg Thoma (EUA) | Tormod Knutsen (NOR) | Nikolay Gusakov (URS) |

## Participants
33 athlètes de treize nationalités différentes ont participé à cette épreuve.
| - Australie (1) - Autriche (1) - Canada (2) - Finlande (4) - Allemagne (4) - Italie (1) - Japon (1) |  | - Norvège (4) - Pologne (1) - Suède (2) - Tchécoslovaquie (1) - URSS (4) - États-Unis (4) |

## Résultats détaillés
Les athlètes ont effectué trois sauts, avec le score le plus bas enlevé. Ils ont ensuite couru un parcours de ski de fond de 15 kilomètres, avec le temps converti en points. L'athlète avec le meilleur score de points combinés remporte la course.
| Rang               | Nom                      | Pays                       | Saut à ski | Saut à ski | Saut à ski | Saut à ski | Saut à ski | Ski de fond       | Ski de fond | Ski de fond | Total  |
| Rang               | Nom                      | Pays                       | Saut 1     | Saut 2     | Saut 3     | Total      | Rang       | Temps             | Points      | Rang        | Total  |
| ------------------ | ------------------------ | -------------------------- | ---------- | ---------- | ---------- | ---------- | ---------- | ----------------- | ----------- | ----------- | ------ |
| Médaille d'or      | Georg Thoma              | Équipe unifiée d’Allemagne | 106,0      | 110,0      | 111,5      | 221,5      | 1          | 59 min 23 s 8     | 236,45      | 4           | 457,95 |
| Médaille d'argent  | Tormod Knutsen           | Norvège                    | 107,0      | 104,5      | 110,0      | 217,0      | 4          | 59 min 31 s 0     | 236,00      | 5           | 453,00 |
| Médaille de bronze | Nikolay Gusakov          | Union soviétique           | 104,5      | 102,5      | 107,5      | 212,0      | 10         | 58 min 29 s 4     | 240,00      | 1           | 452,00 |
| 4                  | Pekka Ristola            | Finlande                   | 107,5      | 106,5      | 106,0      | 214,0      | 6          | 59 min 32 s 8     | 235,87      | 6           | 449,87 |
| 5                  | Dmitry Kochkin           | Union soviétique           | 109,5      | 105,0      | 110,0      | 219,5      | 2          | 1 h 01 min 32 s 1 | 228,19      | 11          | 447,69 |
| 6                  | Arne Larsen              | Norvège                    | 99,0       | 109,0      | 106,0      | 215,0      | 5          | 1 h 01 min 10 s 1 | 229,61      | 10          | 444,61 |
| 7                  | Sverre Stenersen         | Norvège                    | 102,0      | 103,5      | 101,5      | 205,5      | 14         | 1 h 00 min 24 s 0 | 232,58      | 8           | 438,08 |
| 8                  | Lars Dahlqvist           | Suède                      | 95,5       | 98,0       | 103,5      | 201,5      | 20         | 59 min 46 s 0     | 235,03      | 7           | 436,53 |
| 9                  | Paavo Korhonen           | Finlande                   | 97,5       | 98,5       | 99,0       | 197,5      | 24         | 59 min 08 s 0     | 237,48      | 3           | 434,98 |
| 10                 | Bengt Eriksson           | Suède                      | 103,0      | 106,0      | 107,0      | 213,0      | 8          | 1 h 03 min 27 s 9 | 220,71      | 19          | 433,71 |
| 11                 | Gunder Gundersen         | Norvège                    | 101,0      | 100,5      | 104,5      | 205,5      | 14         | 1 h 01 min 41 s 9 | 227,55      | 12          | 433,05 |
| 12                 | Mikhail Pryakin          | Union soviétique           | 91,0       | 98,5       | 102,0      | 200,5      | 21         | 1 h 00 min 25 s 7 | 232,45      | 9           | 432,95 |
| 13                 | Günter Flauger           | Équipe unifiée d’Allemagne | 103,0      | 104,0      | 103,0      | 207,0      | 12         | 1 h 02 min 10 s 0 | 225,74      | 14          | 432,74 |
| 14                 | Enzo Perin               | Italie                     | 98,0       | 101,0      | 106,0      | 207,0      | 12         | 1 h 02 min 16 s 9 | 225,29      | 17          | 432,29 |
| 15                 | Yosuke Eto (no)          | Japon                      | 106,0      | 101,5      | 112,5      | 218,5      | 3          | 1 h 05 min 51 s 4 | 211,48      | 23          | 429,98 |
| 16                 | Leonid Fyodorov          | Union soviétique           | 91,5       | 100,5      | 101,5      | 202,0      | 17         | 1 h 02 min 13 s 1 | 225,55      | 15          | 427,55 |
| 17                 | Rainer Dietel            | Équipe unifiée d’Allemagne | 104,5      | 109,5      | 104,5      | 214,0      | 6          | 1 h 05 min 32 s 8 | 212,65      | 22          | 426,65 |
| 18                 | Vlastimil Melich (en)    | Tchécoslovaquie            | 96,0       | 98,5       | 99,5       | 198,0      | 23         | 1 h 01 min 49 s 0 | 227,10      | 13          | 425,10 |
| 19                 | Józef Karpiel (pl)       | Pologne                    | 85,5       | 91,0       | 103,5      | 194,5      | 25         | 1 h 02 min 14 s 0 | 225,48      | 16          | 419,98 |
| 20                 | Martin Körner            | Équipe unifiée d’Allemagne | 102,5      | 107,0      | 105,0      | 212,0      | 10         | 1 h 07 min 37 s 0 | 204,65      | 27          | 416,65 |
| 21                 | Alois Leodolter          | Autriche                   | 103,0      | 102,5      | 102,5      | 205,5      | 14         | 1 h 06 min 21 s 9 | 209,48      | 25          | 414,98 |
| 22                 | Ensio Hyytiä             | Finlande                   | 109,5      | 103,0      | 76,0       | 212,5      | 9          | 1 h 08 min 14 s 0 | 202,26      | 29          | 414,76 |
| 23                 | Martti Maatela (fi)      | Finlande                   | 96,0       | 90,0       | 106,0      | 202,0      | 17         | 1 h 06 min 13 s 5 | 210,00      | 24          | 412,00 |
| 24                 | Akemi Taniguchi          | Japon                      | 91,0       | 96,0       | 98,0       | 194,0      | 26         | 1 h 04 min 52 s 9 | 215,23      | 20          | 409,23 |
| 25                 | Irvin Servold (en)       | Canada                     | 85,0       | 84,0       | 92,5       | 177,5      | 29         | 1 h 03 min 07 s 3 | 222,07      | 18          | 399,57 |
| 26                 | Alfred Vincelette        | États-Unis                 | 99,0       | 91,5       | 89,5       | 190,5      | 28         | 1 h 07 min 35 s 4 | 204,77      | 26          | 395,27 |
| 27                 | Theodore A. Farwell (en) | États-Unis                 | 76,5       | 86,5       | 86,0       | 172,5      | 30         | 1 h 05 min 09 s 4 | 214,19      | 21          | 386,69 |
| 28                 | Clarence Servold         | Canada                     | 69,5       | 65,0       | 74,5       | 144,0      | 32         | 58 min 49 s 1     | 238,71      | 2           | 382,71 |
| 29                 | John Cress               | États-Unis                 | 90,0       | 92,0       | 99,5       | 191,5      | 27         | 1 h 12 min 59 s 7 | 183,81      | 31          | 375,31 |
| 30                 | Craig Lussi              | États-Unis                 | 83,5       | 75,0       | 75,0       | 158,5      | 31         | 1 h 07 min 55 s 7 | 203,42      | 28          | 361,92 |
| 31                 | Hal Nerdal               | Australie                  | 72,0       | 66,0       | 65,5       | 138,0      | 33         | 1 h 10 min 15 s 6 | 194,39      | 30          | 332,39 |
|                    | Rikio Yoshida            | Japon                      | 98,0       | 97,0       | 104,0      | 202,0      | 17         | DNS               | -           | -           | DNF    |
|                    | Takashi Matsui           | Japon                      | 98,5       | 99,0       | 99,5       | 198,5      | 22         | DNS               | -           | -           | DNF    |

## Tableau des médailles
| Position | Pays      |   |   |   | Total |
| -------- | --------- | - | - | - | ----- |
| 1        | Allemagne | 1 | 0 | 0 | 1     |
| 2        | Norvège   | 0 | 1 | 0 | 1     |
| 3        | URSS      | 0 | 0 | 1 | 1     |
| Total    | Total     | 1 | 1 | 1 | 3     |